# Leuchtturmprojekt
Mit dem Begriff Leuchtturmprojekt wird ein Vorhaben bezeichnet, das eine Signalwirkung für zahlreiche Folgevorhaben haben soll, also wie ein Leuchtturm weithin strahlen soll. Neben dem Erfolg ist daher auch eine große Bekanntheit beabsichtigt. In Unternehmen wird dies gerne bei Richtungsänderungen oder Neuausrichtungen verwendet (Change Management). Die Verwendung des Begriffs ist seit etwa 1980 nachgewiesen.
Von der Bundesregierung, aber auch von Wirtschaftsvereinigungen oder regionalen und lokalen Behörden werden Leuchtturmprojekte nominiert, um für besonders förderungswürdige Projekte zu werben.